# Cnidoscolus calyculatus
Cnidoscolus calyculatus là một loài thực vật có hoa trong họ Đại kích. Loài này được (Pax & K.Hoffm.) I.M.Johnst. mô tả khoa học đầu tiên năm 1923.